# Georg Spickhoff
Georg Spickhoff (* 20. Februar 1872 in Düsseldorf; † 9. Juli 1959) war ein deutscher Schulrektor und Heimatforscher.

## Werdegang
Spickhoff entstammt einer alteingesessenen Düsseldorfer Juristenfamilie. Er wurde am 20. Februar 1872 in der Carlstadt geboren. Nach dem Abitur sollte er Rechtswissenschaft studieren, musste die Pläne allerdings nach dem Tod seines Vaters verwerfen. Stattdessen schlug er eine Lehrerlaufbahn ein. Vor seiner Pensionierung war er Rektor der katholischen Volksschulen an der Martinstraße und der Neusser Straße.
Seine engen Bindungen zum Kirchenvorstand der Maximiliansgemeinde führten zu seinem Eintritt in die Deutsche Zentrumspartei. Als deren Vertreter gehörte er von 1924 bis zur Selbstauflösung der Partei im Jahr 1933 dem Rat der Stadt Düsseldorf an.
Etwa ab 1910 begann er mit der systematischen Aufarbeitung der Stadtgeschichte. Die Ergebnisse publizierte er in Vorträgen, Artikeln und Schriften. Durch jahrzehntelange Tätigkeiten in nahezu allen Heimatvereinen der Stadt wurde er zur Leitfigur des Düsseldorfer Brauchtums. Er war Mitglied der Künstlervereinigung Malkasten und des Düsseldorfer Geschichtsvereins. Im Karnevalsausschuss fungierte er als Kassenrevisor und war 1920 Gründungsmitglied und ab 1929 Vorsitzender der Bürgervereinigung Alde Düsseldorfer. Unter Albert Kanehl war er ab 1933 stellvertretender Schützenchef des St.-Sebastianus-Schützenvereins.

## Ehrungen
- Ehrenkreuz I. Klasse des Fürstlichen Hausordens von Hohenzollern
- Kolping-Plakette
- 1947: Lacomblet-Medaille des Düsseldorfer Geschichtsvereins
- Orden Pro Ecclesia et Pontifice
- 1952: Großes Verdienstkreuz der Bundesrepublik Deutschland